# Saint-Venant
Saint-Venant é uma comuna francesa na região administrativa de Altos da França, no departamento de Pas-de-Calais. Estende-se por uma área de 14,2 km².
Durante a Primeira Guerra Mundial, esteve aqui instalado o quartel-general do Corpo Expedicionário Português.